# Chemin de fer d’Ostende à Armentières
Die Chemin de fer d’Ostende à Armentières war eine belgische Eisenbahngesellschaft mit Sitz in Brüssel, deren Bahnstrecke von Ostende an der Küste Belgiens bis in das französische Armentières führte. 

## Geschichte

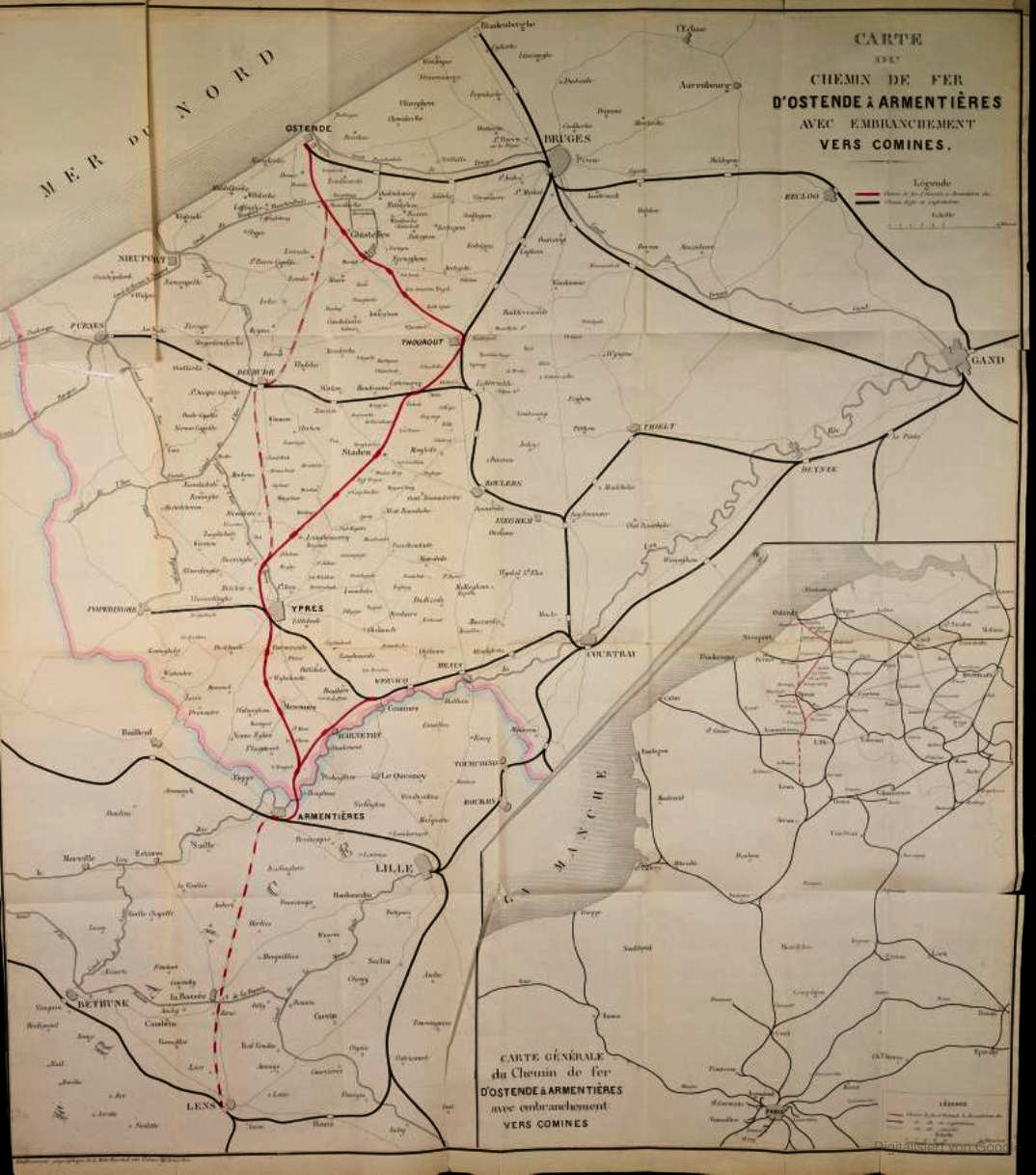
Streckenkarte

Am 17. Juni 1863 wurde von den Ingenieuren Désiré-Joseph Marchal und Louis-François-Joseph Herla die Aktiengesellschaft Chemin de fer d’Ostende à Armentières gegründet. Im folgenden Jahr erhielt das Unternehmen am 7. Juli die Konzession für den Bau und Betrieb einer eingleisigen Strecke in der Normalspur zwischen Ostende und Armentières über Torhout, Kortemark, Ypern und Warneton mit einer Gesamtlänge von 82 km. 14 km davon lagen in Frankreich.
Die offizielle Einweihung des ersten Abschnitts mit einer Länge von 24 km zwischen Ostende und Torhout über Gistel, Ichtegem und Wijnendale fand am 22. März 1868 statt.
Der ursprüngliche Plan, eine eigene Strecke zwischen Ypern und Warneton zu bauen, wurde schließlich verworfen. Dafür wählte man eine kostengünstigere Variante und nutzte die 1855 von der Chemins de fer de la Flandre Occidentale erbaute Strecke von Ypern nach Warneton. Dank einer 1867 unterzeichneten Vereinbarung zwischen diesen beiden Unternehmen – beide waren Mitglieder der Société Génerale d’Exploitation des Chemins de Fer – erhielten die Züge von Ostende nach Armentières Wegerecht gegen eine Beteiligung an den Einnahmen in diesen Zügen.
Am 11. Mai 1870 wurde mit der französischen Regierung ein Abkommen über die Errichtung einer direkten Eisenbahnstrecke von Ostende nach Armentières unterzeichnet, sodass nun auch die auf französischem Gebiet liegende Strecke zwischen Houplines und Armentières errichtet und genutzt werden konnte. Allerdings dauerte es noch bis Sommer 1873, bis die letzten Abschnitte der Bahnstrecke in ihrer ganzen Länge in Betrieb genommen werden konnten.
1880 wurde die Gesellschaft verstaatlicht und von den Belgischen Staatsbahnen (EB) übernommen. Später erhielt die Strecke von Ostende bis Torhout von der EB-Nachfolgerin NMBS/SNCB die Bezeichnung Ligne 62 (Linie 62) und die Strecke von Torhout nach Ypern die Bezeichnung Ligne 63 (Linie 63). Der französische Teil der Strecke zwischen Armentières und Houplines  wurde am 27. September 1881 von der französischen Staatsbahn übernommen und ab Ende 1883 von der französischen Nordbahn betrieben.